# Szigethy Csehi Miklós

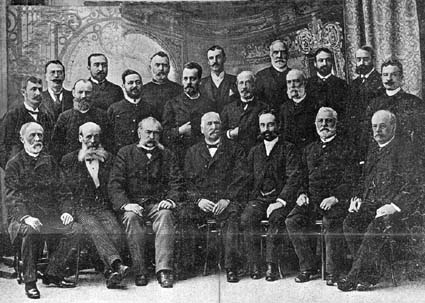
A KAC becsületbírósága 1890-ben, Kolozsvár (balról jobbra, ülnek: Albach Géza, dr. Haller Károly, Girsik János, br. Josika Lajos, br. Josika Gábor, Szigethy Miklós, Haller Rezső; állnak, első sor: gr. Lázár István, dr. Groisz Gusztáv, gr. Béldi Ákos, Concha Győző, Inczédy Sámuel, Gyarmathy Miklós, Deáky Albert; második sor: Kővári Mihály, Matskási Pál, Héczei Lajos, Varró László, gr. Esterházy Kálmán, dr. Baintner Hugó, dr. Felméri Lajos. 1890

Szigethy Csehi Miklós (Torda, 1824. február 27. – Kolozsvár, 1904. május 13.) 1848-as honvédhadnagy, a piski hős.

## Élete
A piski hősként is ismert Csehi Miklós Tordán született unitárius családban, Csehi Sándor és Kőszeghy Mária gyermekeként. Tordán, Kolozsvárt és Karánsebesen tanult, az utóbbi helyen a katonai iskolában.
1843-ban Orláton, 1846-ban – mint hadnagy – Kudzsirban szolgált. Aktív részese volt a szabadságharcnak. Részt vett a piski csatában. 1849 áprilisában a csatatéren szerzett érdemei elismeréséül a III-ad osztályú érdemjellel lett kitüntetve. A dévai fegyverletétel után kötél általi halálra ítélték, majd az ítéletet 16 évi vasban töltendő várfogságra változtatták. Hétévi kufsteini fogság után kegyelmet kapott.
1857-ben házasságot kötött Velits Lujzával, aki egy év múlva gyermekszülés közben meghalt. Második felesége Kelemen Kata volt. 1861-ben Csehi Torda egyik tanácsosaként dolgozott. 1869-ben, a honvédség újra szervezésekor a Szolnok-Dobokai 32-es zászlóalj őrnagya, majd 1871-től a kolozsvári 30. zászlóalj parancsnoki tisztét töltötte be. 1877-ben, ezredesi ranggal vonult nyugdíjba. Mint nyugdíjas fölváltva élt Kolozsváron és szucsági birtokán. 1904-ben agyvérzés érte és meghalt.
Szucságon helyezték örök nyugalomra. Temetésén Ferencz József unitárius püspök búcsúztatta, az öreg honvédek nevében pedig Nagy Pál számtanácsos.

## Művei
Csehi egyike volt a magyar memoárirodalom művelőinek. Megírta Inczédy Samu őrnagy vörössapkás zászlóaljának történetét, mely fontos forrásmunka a korabeli erdélyi hadviselés történetéhez.